# Congosorex phillipsorum
Congosorex phillipsorum is een spitsmuis uit het geslacht der Congospitsmuizen (Congosorex) die voorkomt in het Udzungwa-gebergte van Tanzania. Daar is hij gevonden in de bossen Ndundulu en Nyambanitu, boven 1500 m hoogte. Deze soort is genoemd naar de familie Phillips (James, Rachel, Rebecca, Richard en Victoria) uit Iringa in Tanzania, als blijk van waardering van hun vele projecten voor de wetenschap in Tanzania. Deze soort is in 2000 voor het eerst gevangen. Inmiddels zijn er 24 exemplaren bekend.
Net als andere Congospitsmuizen is het een kleine, gedrongen spitsmuis met een grote kop, nauwelijks zichtbare ogen en kleine oren. De vacht is donkerbruin; de buik is iets lichter dan de rug. Deze soort is groter dan de twee andere soorten van het geslacht en heeft een bredere staart. De schedel is breder, maar van een middelmatige grootte. De totale lengte bedraagt 105 tot 111 mm, de kop-romplengte 68 tot 76 mm, de staartlengte 35 tot 40 mm, de achtervoetlengte 12 tot 14 mm, de oorlengte 7 tot 8 mm en het gewicht 7,4 tot 8,3 g.
Biogeografisch is het verrassend dat een Congosorex-soort in Tanzania werd gevonden, omdat dat geslacht tot dan toe alleen maar van het Kongogebied bekend was. Volgens de ontdekkers van deze soort is het Udzungwa-gebergte een vluchtplaats voor oude diergroepen, die biogeografisch verwant is aan de regenwoudgebieden van West- en Centraal-Afrika.